# Molnár József (ügyvéd)
Molnár József (Csíkszereda, 1849 – Budapest, 1904. január 25.) újságíró, ügyvéd és országgyűlési képviselő.

## Családja
Szülei Molnár József, Csík vármegye tiszti főorvosa és Kállay Lotti, nagyapja Kállay Ferenc író és az akadémia tagja. Felesége 1878. február 17-étől Kocsisovszky Borcsa színésznő volt, akivel a Kálvin téri református templomban kötött házasságot.

## Életútja
Jogi tanulmányait Pesten végezte; az ügyvédi vizsga letétele után Budapesten nyitott irodát, de nemsokára szülőföldjén telepedett le. Egyike volt a legtekintélyesebb székely ügyvédeknek és Csík megye minden közügyében egyike az első szóvivőknek. 1887-ben a csíkszeredai választókerület országgyűlési képviselőnek választotta függetlenségi párti programmal, úgyszintén 1892-ben is, de 1896-ban kibukott. A görög-török háború lezajlása után a megyei közgyűlésen kijelentette, hogy az akkori viszonyok között, midőn csak a nagy hatalmak vihetnek szerepet, nem tud közjogi ellenzéki lenni. Az 1901. évi választások alkalmából a csíkszeredai választókerület szabadelvű programmal megválasztotta. Jegyzője volt a zárszámadási és tagja a VI. biráló bizottságnak.
Mint hírlapíró dolgozott régebben a Reformba és az Ellenőrbe. Szerkesztője volt rövid ideig a Csiki Lapoknak is. 
Országgyűlési beszédei a Naplókban (1887-96. és 1901-től) vannak.